# Gustav Breddin
Gustav Breddin (* 25. Februar 1864 in Magdeburg; † 22. Dezember 1909 in Oschersleben) war ein deutscher Schulleiter und Entomologe.

## Leben
Gustav Breddin, Sohn eines Gymnasialprofessors, besuchte das Domgymnasium Magdeburg und studierte anschließend an der Friedrich-Wilhelms-Universität Berlin, der Ruprecht-Karls-Universität Heidelberg und der Königlichen Vereinigten Friedrichs-Universität Halle-Wittenberg neuere Sprachen und Naturwissenschaften. Nach bestandenem Staatsexamen wirkte er in Magdeburg, Halle und zuletzt in Rixdorf als Oberlehrer, bis er am 1. April 1906 als Direktor an die Realschule in Oschersleben berufen wurde.
Gustav Breddin war der zu seiner Zeit in Deutschland führende wissenschaftliche Bearbeiter von Insekten aus der Ordnung der Schnabelkerfen und ist in diesem Bereich Erstbeschreiber zahlreicher Gattungen und Arten. Er begründete 1897 die aktuell 32 Arten in 17 Gattungen umfassende Familie der Mooswanzen (Peloridiidae Breddin, 1897) und beschrieb weiterhin unter anderem die „Dornige Zitruswanze“ Biprorulus bibax Breddin, 1900, eine Wanze aus der Familie der Baumwanzen (Pentatomidae). 
Von seiner Korrespondenz sind von ihm an Lucas von Heyden, Gustav Kraatz und Friedrich Julius Schilsky gerichtete Briefe im jeweiligen Nachlass erhalten. 
Seine umfangreiche Sammlung kam 1910 über das Deutsche Entomologische Nationalmuseum (ENM)/die Kraatzsche Stiftung und deren Folgeeinrichtungen an das heutige Senckenberg Deutsches Entomologisches Institut.

## Schriften (Auswahl)
- Hemipteren. In: Naturhistorisches Museum zu Hamburg (Hrsg.): Ergebnisse der Hamburger Magalhaensischen Sammelreise, 1892/93. 36 S, 1 Tafel, Hamburg 1897 (biodiversitylibrary.org)
- Gustavo Breddin: Hemiptera Unsulae Lombok in Museo Hamburgensi asservata adiectis speciebus nonnullis, quas continet collectio auctoris. In: Mitteilungen aus dem Naturhistorischen Museum in Hamburg, 16. Jahrgang 1898, Hamburg 1899, S. 155–194 (biodiversitylibrary.org)
- Hemiptera gesammelt von Professor Kükenthal im Malayischen Archipel. In: Abhandlungen der Senckenbergischen naturforschenden Gesellschaft, 25, 1900, S. 139–202 (biodiversitylibrary.org)
- Die Hemipteren von Celebes. Ein Beitrag zur Faunistik der Insel. In: Abhandlungen der Naturforschenden Gesellschaft zu Halle, 24, 1901, S. 1–213.
- Versuch einer Rhynchotenfauna der Malayischen Insel Banguey. In: Mitteilungen aus dem Naturhistorischen Museum in Hamburg, 22, 1905, S. 201–226 (zobodat.at [PDF])